# Еремеево (Ивановская область)
Ереме́ево — деревня в Ильинском районе Ивановской области. Входит в состав Аньковского сельского поселения.

## География
Деревня находится в западной части Ивановской области, на расстоянии приблизительно 18 км (по прямой) к востоку от села Ильинское-Хованское, административного центра района.

### Часовой пояс
Деревня Еремеево, как и вся Ивановская область, находится в часовой зоне МСК (московское время). Смещение применяемого времени относительно UTC составляет +3:00.

## История
Впервые нанесена на карту в 1808 году. В 1859 году в деревне Суздальского уезда Владимирской губернии насчитывалось 3 двора, проживало 32 человека.

## Население
| 1859 | 1905 | 2010 |
| ---- | ---- | ---- |
| 32   | ↘8   | ↘0   |